# 구일역
구일역(九一驛, Guil station)은 서울특별시 구로구 구일로 133에 있는 수도권 전철 1호선의 전철역이다. 부기역명은 동양미래대학(東洋未來大學)으로, 인근에 동양미래대학교가 있다. 이 역은 안양천 위에 있으며 소요산행과 인천행의 승강장 층수가 다르다. 인근에 고척스카이돔이 있다.

## 역명 유래
역 이름은 구로1동에 역이 위치한 데서 붙여진 이름으로, 구로1동(九老一洞)의 준말이다.

## 역사
- 1993년 4월 : 착공
- 1995년 2월 16일 : 운전간이역으로 영업 개시
- 2015년 2월 : 스크린도어 설치
- 2016년 3월 29일 : 야구팬 및 서부지역 사람들의 편의를 위해 구일역 2번 출구 신설

## 역 구조
3면 4선의 쌍상대식 승강장을 가진 고가역이다. 승강장은 안양천 철교 위에, 역사는 안양천변에 있다. 지상 대지가 협소한데다 인접한 개봉역, 구로역과의 역간 거리를 확보하기 위해 설계되었다. 승강장은 복층 구조로 되어있으며 1·2·3번 승강장이 3층에, 4번 승강장이 4층에 위치하고 있으며, 역사와 고가 통로로 이어져 있다. 2·3번 승강장은 평소에는 경인선 급행 통과선으로 사용되는데 구로역 ~ 인천역 구간만 운행하는 일부 열차가 정차하기도 한다. 출구는 1개였으나 고척스카이돔과 관련하여 야구팬들의 편의를 위해 2016년 3월 29일부로 2번 (서쪽) 출구를 신설하였다. 1, 4번 승강장에 스크린도어가 설치되어 있다.

### 승강장
| ↑ 구로                 |
| １ \| ２３ \| 벽 \| ４ |
| 개봉 ↓                 |

| 1 | ● 수도권 전철 1호선 | 구로·광운대·연천 방면                 |
| 2 | ● 수도권 전철 1호선 | 급행 당역 통과, 일부 구로행 열차 정차 |
| 3 | ● 수도권 전철 1호선 | 급행 당역 통과, 일부 구로발 열차 정차 |
| 4 | ● 수도권 전철 1호선 | 부천·부평·인천 방면                   |

## 역 주변
- 안양천
- 동양미래대학교
- SK텔레콤 고객센터
- 구로1동
- 구로1동파출소
- 고척동
- 고척스카이돔 (프로 야구 KBO 리그 키움 히어로즈 홈구장)
- 고척 제니스스포츠클럽 아이스링크

## 역 사진

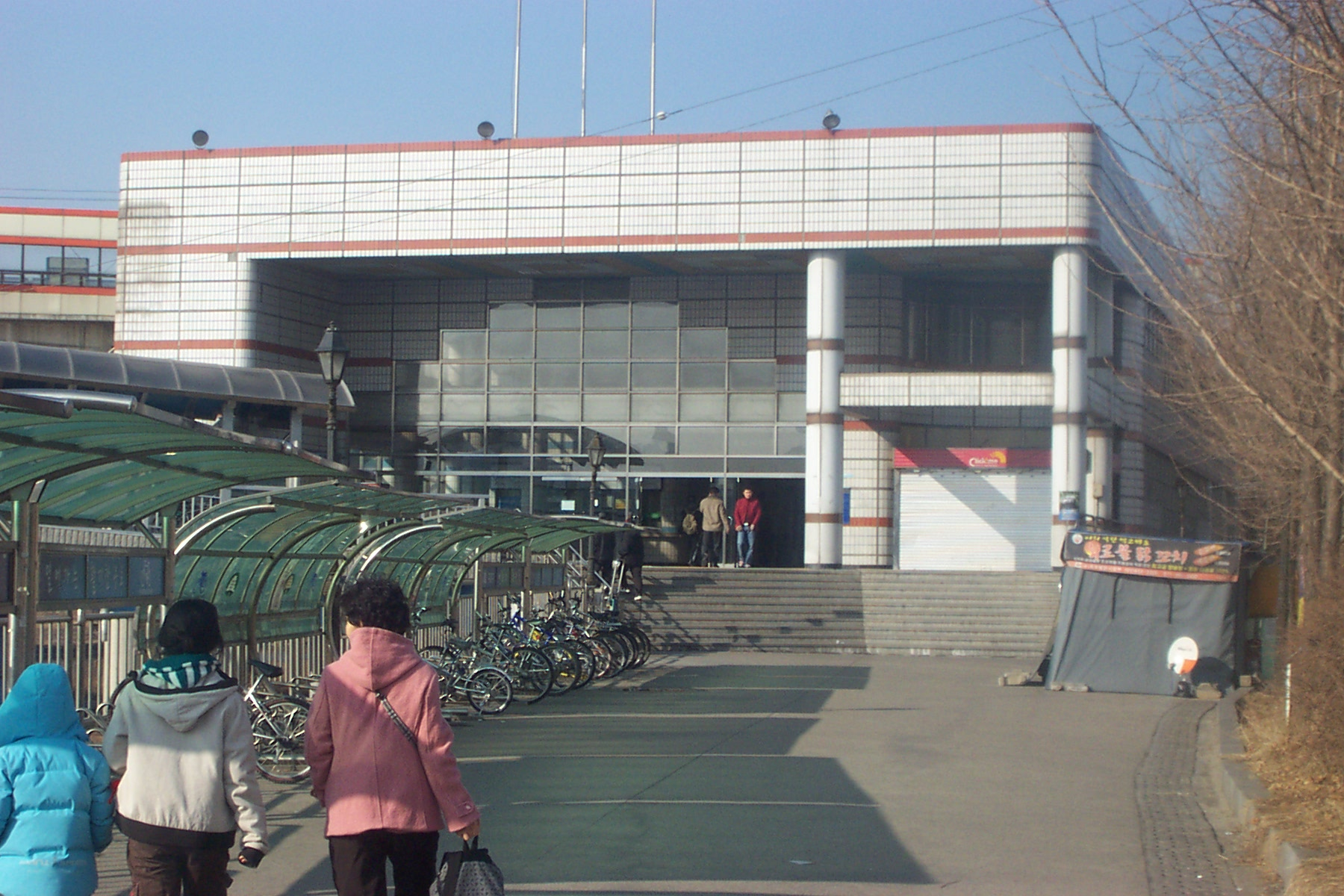
역사
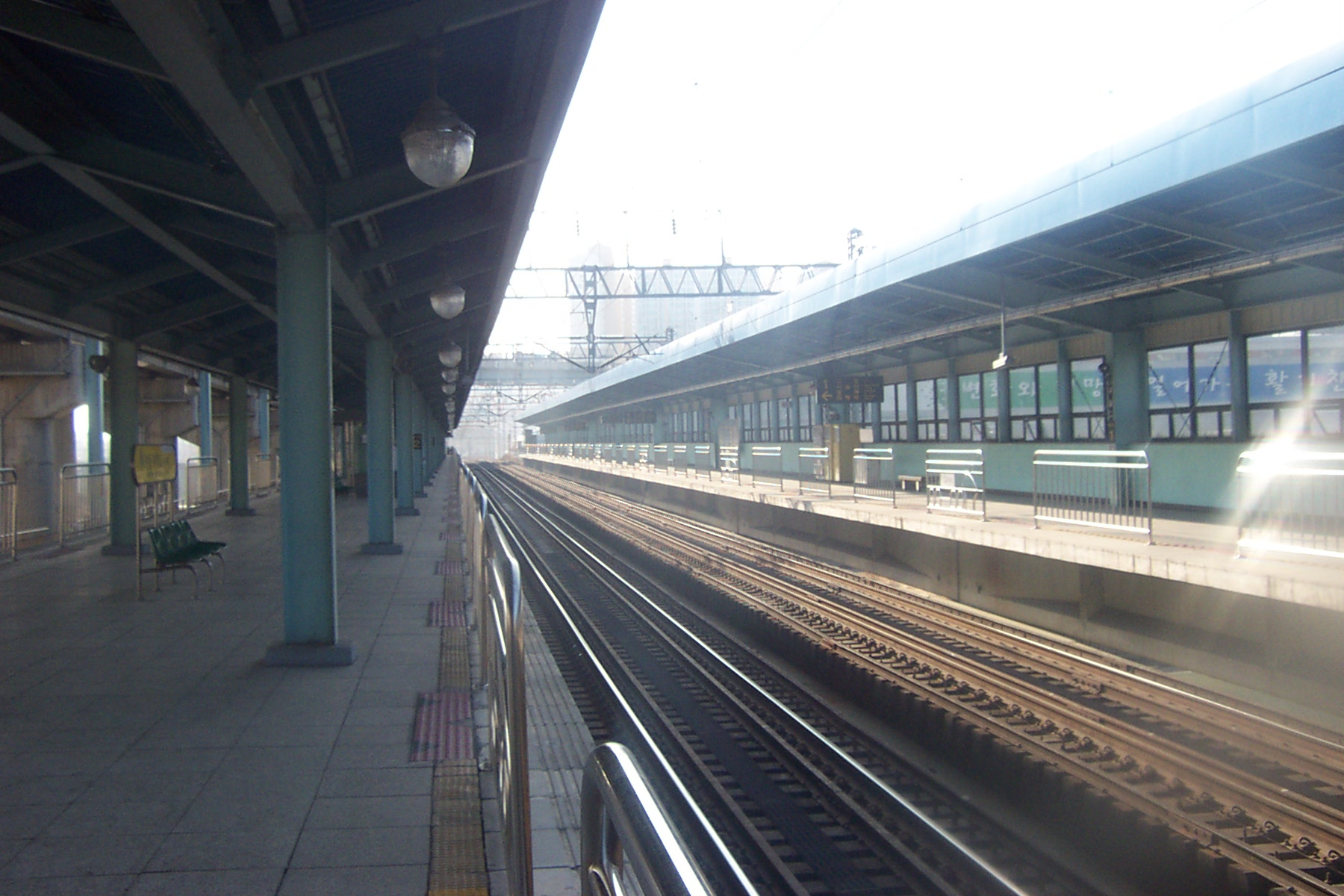
3층 승강장(스크린도어 설치전)
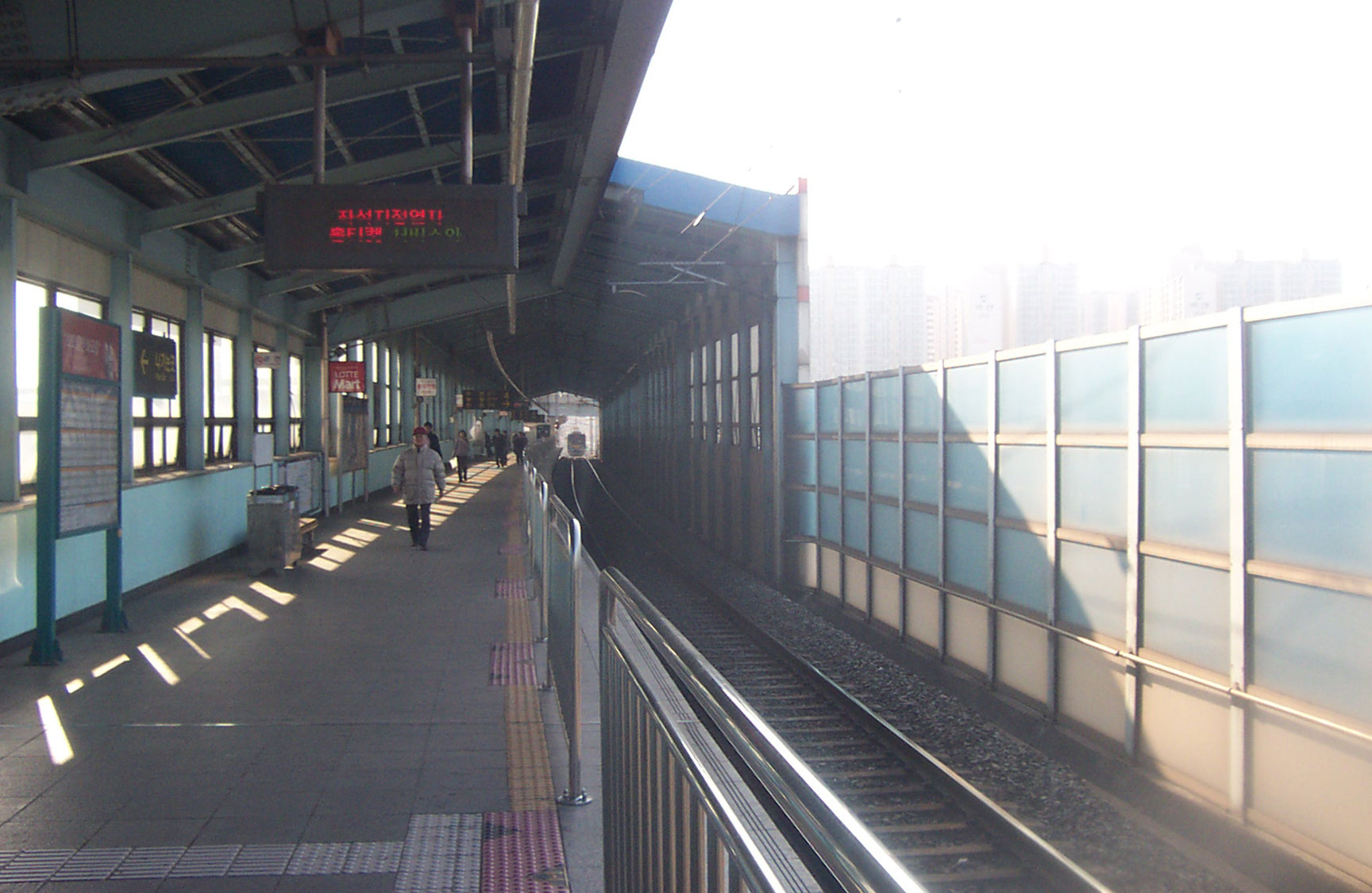
4층 승강장(스크린도어 설치전)
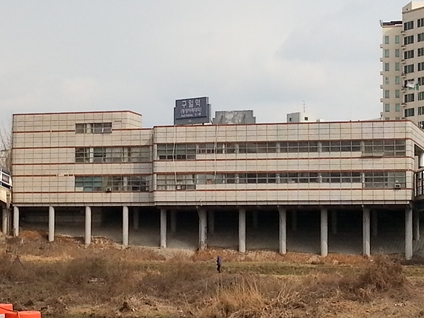
안양천 방향
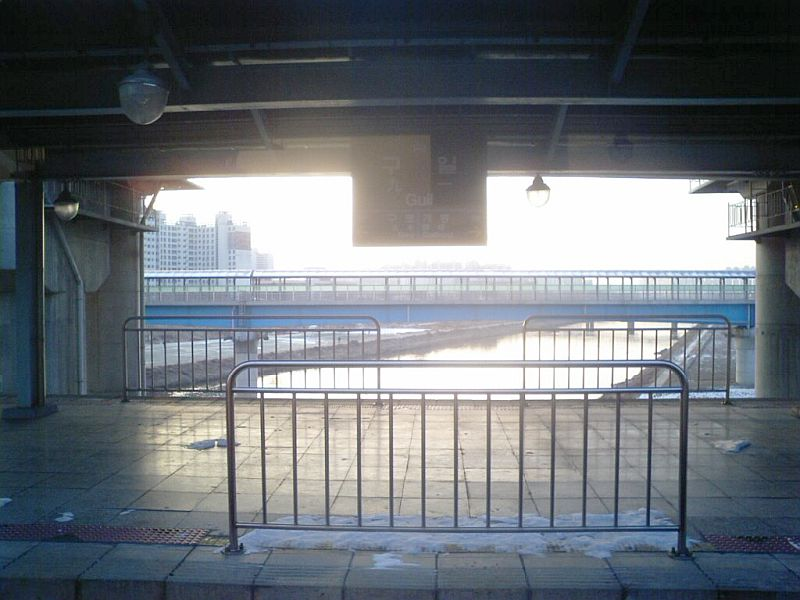
승강장 (역명판 개정전)

## 이용객 변동
| 노선  | 노선 | 일평균 인원수 (명/일) | 일평균 인원수 (명/일) | 일평균 인원수 (명/일) | 일평균 인원수 (명/일) | 일평균 인원수 (명/일) | 일평균 인원수 (명/일) | 일평균 인원수 (명/일) | 일평균 인원수 (명/일) | 일평균 인원수 (명/일) | 일평균 인원수 (명/일) | 각주                  | 각주                  | 각주  |
| 노선  | 노선 | 2000년                | 2001년                | 2002년                | 2003년                | 2004년                | 2005년                | 2006년                | 2007년                | 2008년                | 2009년                | 각주                  | 각주                  | 각주  |
| ----- | ---- | --------------------- | --------------------- | --------------------- | --------------------- | --------------------- | --------------------- | --------------------- | --------------------- | --------------------- | --------------------- | --------------------- | --------------------- | ----- |
| 1호선 | 승차 | 6,237                 | 7,467                 | 8,367                 | 8,709                 | 2,028                 | 6,759                 | 6,615                 | 6,775                 | 6,538                 | 6,348                 | [ 5 ]                 | [ 5 ]                 | [ 5 ] |
| 1호선 | 하차 | 5,276                 | 7,613                 | 8,149                 | 8,320                 | 6,285                 | 6,673                 | 6,799                 | 6,561                 | 6,319                 | 6,200                 | [ 5 ]                 | [ 5 ]                 | [ 5 ] |
| 노선  | 노선 | 일평균 인원수 (명/일) | 일평균 인원수 (명/일) | 일평균 인원수 (명/일) | 일평균 인원수 (명/일) | 일평균 인원수 (명/일) | 일평균 인원수 (명/일) | 일평균 인원수 (명/일) | 일평균 인원수 (명/일) | 일평균 인원수 (명/일) | 일평균 인원수 (명/일) | 일평균 인원수 (명/일) | 일평균 인원수 (명/일) | 각주  |
| 노선  | 노선 | 2010년                | 2011년                | 2012년                | 2013년                | 2014년                | 2015년                | 2016년                | 2017년                | 2018년                | 2019년                | 2020년                | 2021년                | 각주  |
| 1호선 | 승차 | 6,520                 | 6,434                 | 6,212                 | 6,098                 | 5,880                 | 5,862                 | 7,182                 | 8,141                 | 7.840                 | 8,154                 | 5,286                 | 5,339                 | [ 5 ] |
| 1호선 | 하차 | 6,360                 | 6,243                 | 6,064                 | 5,949                 | 5,707                 | 5,805                 | 7,275                 | 8,248                 | 8,176                 | 8,433                 | 5,422                 | 5,432                 | [ 5 ] |

## 인접한 역
| 경인선             | 경인선                                             | 경인선             |
| ------------------ | -------------------------------------------------- | ------------------ |
| 141 구로 연천 방면 | ● 수도권 전철 1호선 경원-경인선 완행 · 경원선 급행 | 143 개봉 인천 방면 |